# Peperomia molleri
Peperomia molleri är en pepparväxtart. Peperomia molleri ingår i släktet peperomior, och familjen pepparväxter.

## Underarter
Arten delas in i följande underarter:
- P. m. molleri
- P. m. ukagurensis